# 丽江葶苈
丽江葶苈（学名：Draba lichiangensis）为十字花科葶苈属下的一个种。

## 扩展阅读
維基物種上的相關：丽江葶苈